# Estońscy arcymistrzowie szachowi
Lista estońskich szachistów, posiadających tytuły arcymistrzów (GM) i arcymistrzyń (WGM), zarówno w grze klasycznej, korespondencyjnej, kompozycji szachowej, jak i w rozwiązywaniu zadań szachowych oraz tytuły arcymistrzów honorowych (HGM), przyznawanych za osiągnięcia w przeszłości. Obejmuje także zawodników, którzy barwy Estonii reprezentowali tylko w pewnym okresie swojego życia.

## Szachy klasyczne

### arcymistrzowie
| Zawodnicy         | Rok urodzenia | Rok śmierci | Rok nadania | Uwagi                       |
| ----------------- | ------------- | ----------- | ----------- | --------------------------- |
| Jaan Ehlvest      | 1962          |             | 1987        | wcześniej ZSRR, obecnie USA |
| Meelis Kanep      | 1983          |             | 2006        |                             |
| Paul Keres        | 1916          | 1975        | 1950        | wyłącznie ZSRR              |
| Kaido Külaots     | 1976          |             | 2001        |                             |
| Ottomar Ladva     | 1997          |             | 2016        |                             |
| Lembit Oll        | 1966          | 1999        | 1992        | wcześniej ZSRR              |
| Mihhail Rõtšagov  | 1967          |             | 1997        | wcześniej ZSRR              |
| Igor Švõrjov      | 1955          |             | 2005        | wcześniej ZSRR              |
| Aleksandr Volodin | 1990          |             | 2011        |                             |

### arcymistrzynie
| Zawodniczki          | Rok urodzenia | Rok śmierci | Rok nadania | Uwagi                              |
| -------------------- | ------------- | ----------- | ----------- | ---------------------------------- |
| Tatiana Fomina       | 1954          |             | 2014        | wcześniej ZSRR                     |
| Łarisa Wolpert       | 1926          |             | 1978        | wcześniej ZSRR                     |
| Walentina Gołubienko | 1990          |             | 2007        | wcześniej Rosja, obecnie Chorwacja |

## Szachy korespondencyjne

### arcymistrzowie
| Zawodnicy    | Rok urodzenia | Rok śmierci | Rok nadania | Uwagi |
| ------------ | ------------- | ----------- | ----------- | ----- |
| Alvar Kangur | 1976          |             | 2007        |       |
| Raul Kukk    | 1964          |             | 2006        |       |
| Tõnu Õim     | 1941          |             | 1981        |       |
| Tõnu Tiits   | 1937          |             | 2009        |       |

### arcymistrzynie
| Zawodniczki            | Rok urodzenia | Rok śmierci | Rok nadania | Uwagi           |
| ---------------------- | ------------- | ----------- | ----------- | --------------- |
| Merike Rõtova          | 1936          |             | 1997        |                 |
| Swietłana Zajnetdinowa | 1962          |             | 2009        | +mistrzyni FIDE |